# Palazzo Serena-Monghini
Il palazzo serena-Monghini si trova a Ravenna. Il progetto è stato formulato dal monaco Giuseppe Soratini (1682-1762). La facciata è caratterizzata da molteplici decorazioni in stile rococò che vanno ad ornare il portone centrale. Tutti gli ambienti della casa sono disposti attorno all'ampio cortile-giardino; all'interno si conserva una sorta di allestimento "archeologico", realizzato da Matteo Monghini, che sulla fine del 1800, trasformò la palazzina in "residenza-museo".